# Jack Johnson
Jack Hody Johnson (Oahu, 18 de maio de 1975) é um cantor, compositor e surfista americano. Cresceu na Baía Norte de Oahu, no Havaí, e atualmente vive em Haleiwa. Antes de lançar o seu primeiro álbum de estúdio, Jack Johnson fazia filmes de surfe. Por ser um surfista e músico, seu estilo é erroneamente classificado como surf music, um subgênero rock surgido nos anos 60.

## Carreira
Jack se aproximou mais da música aos 17 anos, quando ao participar de uma competição de surfe, sofreu um acidente que o deixou 90 dias parado. Durante esse período, começou a compor influenciado por ídolos como Bob Marley.
Foi estudar cinema na Califórnia aos 18 anos, não queria ser um profissional do surfe, por isso decidiu estudar cinema, ideia que lhe rendeu um documentário (Thicker than water), dirigido por Jack, gravado a partir de uma aventura ao redor do mundo com amigos, documentário aquele que em 1997 ganhou o título de documentário do ano pela revista Surfer.
Jack Johnson ainda fez mais 2 documentários, ambos também sobre surf: A Broken Down Melody e September Sessions. O próprio Jack compôs as trilhas sonoras dos documentários. Incentivado por amigos como Ben Harper, que o indicou para uma grande gravadora, ele gravou seu primeiro CD, Brushfire Fairytales em 2001 e a partir daí ganhou grande notoriedade a nível mundial, e por esse motivo Ben Harper é também considerado como o "Padrinho" de Jack Johnson. Em 2003, lançou seu segundo CD, On And On. Em 2005, Johnson alcançou o topo de sua carreira com o lançamento de seu terceiro CD, In Between Dreams, onde conquistou o 2° lugar no Top 200 da revista Billboard.
In Between Dreams e todos os discos posteriores foram gravados não mais pela Universal Records, mas pela sua própria gravadora, a Brushfire Records gravando CDs de vários amigos como Matt Costa, G.Love e Ben Harper.
Em 2006, Jack Johnson fez uma participação especial no álbum Sing-A-longs and Lullabies for the Film: Curious George. O CD é a trilha sonora do filme de animação Curious George, na qual Jack compôs. O CD tem participação de amigos, como Ben Harper, Matt Costa e G. Love. Este álbum lançou o sucesso "Upside Down", que chegou a receber a certificação de Ouro pela ABPD em 2009 ao atingir a marca de 50 mil downloads no Brasil.
No dia 4 de Fevereiro de 2008, Jack Johnson lançou seu quarto álbum de estúdio da carreira, Sleep Through The Static, onde ele toca músicas dedicadas especialmente à família e amigos mais próximos. Para divulgar este álbum, ele saiu numa extensa turnê neste ano. Em 2009, lançou seu primeiro álbum ao vivo intitulado En Concert, que registrou sua passagem pelas principais cidades da Europa, incluindo Barcelona e Paris.
Sua música é influenciada por artistas como Nick Drake, The Beatles, Rolling Stones, Sex Pistols, Jimi Hendrix, Tribe Called Quest, Bob Dylan, Ben Harper, Radiohead, G. Love and Special Sauce, Otis Redding, Neil Young, Bob Marley, Tom Curren, Kurosawa, Sublime e outros.

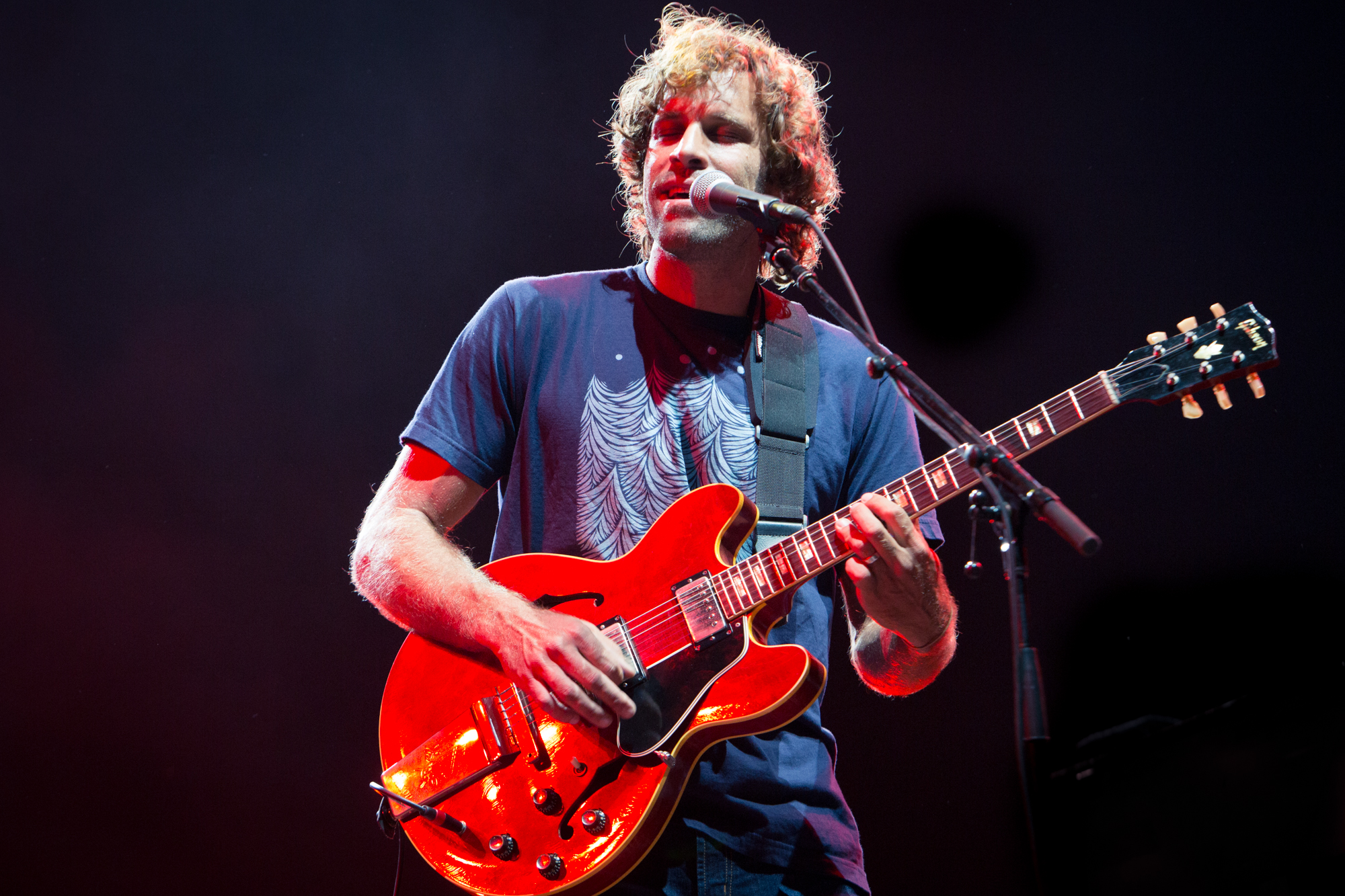
Jack Johnson em concerto (2013).

Em 1 de fevereiro de 2010, o website oficial de Johnson anunciou que ele estava trabalhando em seu mais novo álbum intitulado To the Sea, que estava sendo gravado no Mango Tree Studio. O álbum foi lançado oficialmente em 1 de junho de 2010 e alcançou o Primeiro lugar nas paradas dos Estados Unidos e em vários outros países. A nota no site também anunciava uma turnê de divulgação pela Europa.
O primeiro single do álbum To the Sea é a canção "You and Your Heart".
Em 1 de fevereiro de 2010, Johnson confirmou presença no Festival de Glastonbury de 2010. Ainda na divulgação do álbum, Johnson fez uma grande turnê pelos Estados Unidos, Canadá, Europa e Ásia. Já no começo de 2011, ele anunciou que faria oito shows no Brasil (São Paulo, Belo Horizonte, Brasília, Fortaleza, Recife, Porto Alegre, Florianópolis e Rio de Janeiro), com a abertura dos shows feitas pelo amigo e cantor G. Love. Toda a renda das apresentações do músico no Brasil foi doada a instituições de caridade.
Após uma longa turnê, Johnson anunciou um novo álbum de estúdio, intitulado From Here to Now to You, que foi lançado em 17 de setembro de 2013. O primeiro single foi a canção "I Got You", lançada em 9 de junho do mesmo ano.
Em setembro de 2017, Jack Johnson lançou seu sétimo trabalho, All the Light Above It Too.

## Discografia

### Álbuns de Estúdio
- Brushfire Fairytales (2001)
- On and On (2003)
- In Between Dreams (2005)
- Sleep Through the Static (2008)
- To The Sea (2010)
- From Here to Now to You (2013)
- All the Light Above It Too (2017)
- Meet the Moonlight (2022)

## Banda
A banda oficial de Jack Johnson é formada por:
- Jack Johnson – Vocal, guitarra / violão
- Adam Topol – Bateria, percussão
- Merlo Podlewski – Baixo
- Zach Gill – Piano / Escaleta